# Melica minor
Melica minor är en gräsart som beskrevs av Eduard Hackel och Pierre Edmond Boissier. Melica minor ingår i släktet slokar, och familjen gräs. Inga underarter finns listade i Catalogue of Life.